# フォンタナ・フィルハーモニー交響楽団
フォンタナ・フィルハーモニー交響楽団（フォンタナ・フィルハーモニーこうきょうがくだん）は、大阪市北区に本拠を置き、大阪を中心に活動していた管弦楽団。

## 設立経緯
市民にクラシック音楽をもっと身近に感じてもらうこと、若い音楽家にチャンスを与えることを目指して2006年に設立された。日本初の株式会社運営のオーケストラであるとされ、株式会社フォンタナ・フィルハーモニー交響楽団（Fontana Philharmonic Orchestra Co.,Ltd）が運営していた。演奏会においては、フォンタナ・フィルハーモニー管弦楽団という名称を用いていた。
株式会社であるが演奏者の社員はおらず、演奏会ごとに若いフリー奏者を寄せ集めて楽団を形成していた。設立当初は、90名の楽団員、100名の合唱団員が登録されていた。
発足後20数回の演奏会を開催したが、事業縮小のため株式会社は清算した。楽団は存続し著作権管理を代表者 中村祐一がしている。現在 楽団の活動を停止している。

## 沿革
- 2006年2月 - 設立
- 2006年8月 - 株式会社フォンタナ・フィルハーモニー交響楽団設立登記
- 2006年11月 - 大阪市内にて「お披露目内覧演奏会」開催
- 2007年1月 - 東京・渋谷にて「お披露目内覧演奏会・東京公演」開催
- 2007年2月 - ザ・シンフォニーホールにて「第1回演奏会」開催